# Aloe reynoldsii

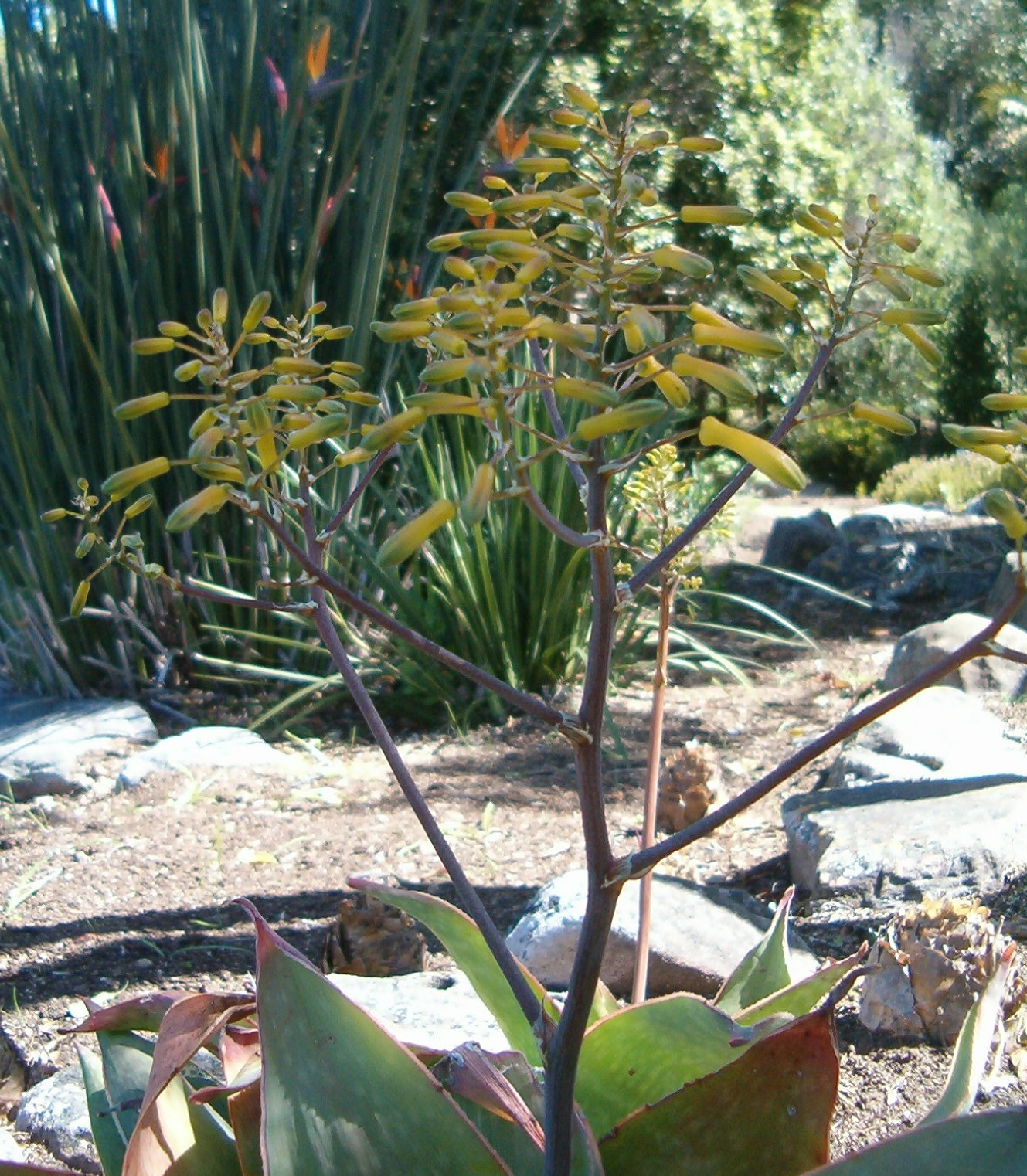
Blütenstand

Aloe reynoldsii ist eine Pflanzenart der Gattung der Aloen in der Unterfamilie der Affodillgewächse (Asphodeloideae). Das Artepitheton reynoldsii ehrt den australischen Optometristen Gilbert Westacott Reynolds, der nach Südafrika auswanderte und bedeutende Beiträge zur Kenntnis über die Gattung Aloe leistete.

## Beschreibung

### Vegetative Merkmale
Aloe reynoldsii wächst stammlos oder kurz stammbildend und bildet Gruppen mit bis zu zwölf Rosetten. Der Stamm erreicht einen Durchmesser von 5 Zentimeter. Die 16 bis 20 eiförmig-lanzettlichen, spitz zulaufenden Laubblätter bilden dichte Rosetten. Die glauk-grüne, linierte Blattspreite ist bis zu 35 Zentimeter lang und 11 Zentimeter breit. Auf ihr befinden sich viele, zerstreute, längliche oder H-förmige, trübweiße Flecken. Auf der Blattunterseite sind es weniger Flecken. Die weichen bis festen Zähne am 2 Millimeter breiten, rosafarbenen, knorpeligen Blattrand sind winzig und stehen 1 bis 4 Millimeter voneinander entfernt.

### Blütenstände und Blüten
Der Blütenstand besteht aus etwa vier Zweigen und erreicht eine Länge von 40 bis 60 Zentimeter. Die lockeren, fast kopfigen Trauben sind 5 bis 6 Zentimeter lang. Die lanzettlich-deltoiden Brakteen weisen eine Länge von 10 Millimeter auf. Die gelben, zu ihrer Mündung orange überhauchten Blüten stehen an 20 bis 25 Millimeter langen Blütenstielen. Die Blüten sind 28 Millimeter lang und an ihrer Basis gestutzt. Auf Höhe des Fruchtknotens weisen die Blüten einen Durchmesser von 7 Millimeter auf. Darüber sind sie abrupt auf 5 Millimeter verengt und schließlich zur Mündung erweitert. Ihre äußeren Perigonblätter sind auf einer Länge von 5 Millimeter nicht miteinander verwachsen. Die Staubblätter und der Griffel ragen 2 Millimeter aus der Blüte heraus.

## Systematik und Verbreitung
Aloe reynoldsii ist in der südafrikanischen Provinz Ostkap in den Tälern des Bashee-River-Systems auf Felsflächen und steilen, grasigen Hängen in Höhen von 150 bis 1000 Metern verbreitet.
Die Erstbeschreibung durch Cythna Lindenberg Letty wurde 1934 veröffentlicht.

## Nachweise